# Berwick Rangers Football Club
Maillots
Dernière mise à jour : 19 janvier 2025.
Le Berwick Rangers Football Club est un club anglais de football basé à Berwick-upon-Tweed. Bien que la ville de Berwick soit située du côté anglais de la frontière anglo-écossaise, le club évolue dans le championnat écossais. Il fait donc partie des quelques clubs de football jouant dans un championnat étranger.

## Historique
- 1881 : fondation du club
- 1951 : affiliation à la Scottish Football League
- 1954 : emménagement dans leur stade de Shielfield Park

## Palmarès et records

### Palmarès
| Compétitions nationales | Compétitions régionales |
| - Championnat d’Écosse de deuxième division (0) : - Meilleur classement : . - Championnat d’Écosse de troisième division (1) : - Vainqueur : 1979. - Vice-champion : 1994. - Championnat d’Écosse de quatrième division (1) : - Vainqueur : 2007. - Vice-champion : 2000. - Scottish Qualifying Cup (1) : - Vainqueur : 1947. | - East of Scotland League (2) : - Vainqueur : 1928 et 1947. - Finaliste : 1924 et 1929. - North Northumberland League (1) : - Vainqueur : 1897. - Scottish Border League (1) : - Vainqueur : 1897. - East of Scotland Shield (2) : - Vainqueur : 1881 et 1884. |

## Joueurs et personnalités du club

### Entraîneurs
Le tableau suivant présente la liste des entraîneurs du club depuis 1950.
| Rang | Nom              | Période               |
| ---- | ---------------- | --------------------- |
| 1    | Bobby Ancell     | déc. 1950-avr. 1952   |
| 2    | John Thompson    | août 1952-janv. 1953  |
| 3    | Jerry Kerr       | avr. 1953-nov. 1954   |
| 4    | Danny McLennan   | nov. 1957-janv. 1960  |
| 5    | Jimmy McIntosh   | avr. 1960-févr. 1963  |
| 6    | Ian Spence       | août 1963-oct. 1966   |
| 7    | Jock Wallace     | nov. 1966-janv. 1969  |
| 8    | Harry Melrose    | mars 1969-sept. 1975  |
| 9    | Walter Galbraith | oct. 1975-déc. 1975   |
| 10   | Gordon Haig      | janv. 1976-sept. 1976 |
| 11   | Dave Smith       | oct. 1976-oct. 1980   |

| Rang | Nom             | Période               |
| ---- | --------------- | --------------------- |
| 12   | Frank Connor    | nov. 1980-mai 1982    |
| 13   | Jim McSherry    | août 1982-févr. 1983  |
| 14   | Eric Tait       | févr. 1983-oct. 1987  |
| 15   | Jimmy Thomson   | nov. 1987-sep. 1988   |
| 16   | Jim Jefferies   | sep. 1988-mai 1990    |
| 17   | Ralph Callachan | août 1990-mai 1992    |
| 18   | Jimmy Crease    | août 1992-janv. 1994  |
| 19   | Tom Hendrie     | janv. 1994-févr. 1996 |
| 20   | Ian Ross        | mars 1996-oct. 1996   |
| 21   | Jimmy Thomson   | nov. 1996-août 1997   |
| 22   | Paul Smith      | sept. 1997-oct. 2004  |

| Rang | Nom                    | Période              |
| ---- | ---------------------- | -------------------- |
| 23   | Sandy Clark            | oct. 2004-mai 2005   |
| 24   | John Coughlin          | juil. 2005-oct. 2007 |
| 25   | Michael Renwick        | oct. 2007-avr. 2008  |
| 26   | Jimmy Crease (intérim) | avr. 2008-mai 2008   |
| 27   | Allan McGonigal        | mai 2008-nov. 2008   |
| 28   | Jimmy Crease           | nov. 2008-oct. 2011  |
| 29   | Ian Little             | oct. 2011-janv. 2014 |
| 30   | Colin Cameron          | janv. 2014-oct. 2015 |
| 31   | John Coughlin          | nov. 2015-aout 2017  |
| 32   | Robbie Horn            | sep. 2017-oct 2018   |

### Joueurs emblématiques
- Graeme Armstrong
- Dave Smith
- Robby McCrorie